# Puerto Maya
Puerto Maya es una pequeña población perteneciente al Municipio Tovar del estado Aragua, ubicado en el centro norte de Venezuela. Puerto Maya es una paradisíaca playa y ensenada propia del Mar Caribe.
Posee una playa del mismo nombre rodeada de imponentes montañas. El pueblo de Puerto Maya fue fundado a mediados del siglo XIX. Sus habitantes se caracterizan por su excelente atención al visitante.
Para llegar a Puerto Maya es necesario conducir hasta la Colonia Tovar y luego tomar un camino rústico con vehículos de doble tracción o abordar una lancha desde Puerto Cruz que en 20 minutos llega a la bahía.
También se puede arribar por la vía de Chichiriviche de la Costa, desde el estado Vargas cruzando caminos montañosos. Esto puede gustar a quienes disfrutan de las actividades extremas, pero al llegar a la hermosa playa, la poca  concurrencia puede agradar al que busca paz y tranquilidad.
Los turistas tienen la oportunidad si lo desean de practicar submarinismo y pesca.  Además de una buena atención por parte de sus pobladores que hacen que los visitantes quieran regresar otra vez a caminar por las bellas arenas y respirar el salado aire marino de Puerto Maya.
En este lugar disfrutarás de un excelente clima en una zona boscosa muy linda y exuberante. Aprovecha y ve a disfrutar de sus fiestas patronales con grandes atracciones musicales. Además podrás degustar un buen sancocho de pescado.

## Política
Al pertenecer al Municipio Tovar cuenta con un alcalde electo que es Esteban Bocaranda, que gobierna en todo el municipio.
- Datos: Q6092128
- Multimedia: Puerto Maya (Aragua) / Q6092128